# Parní válec

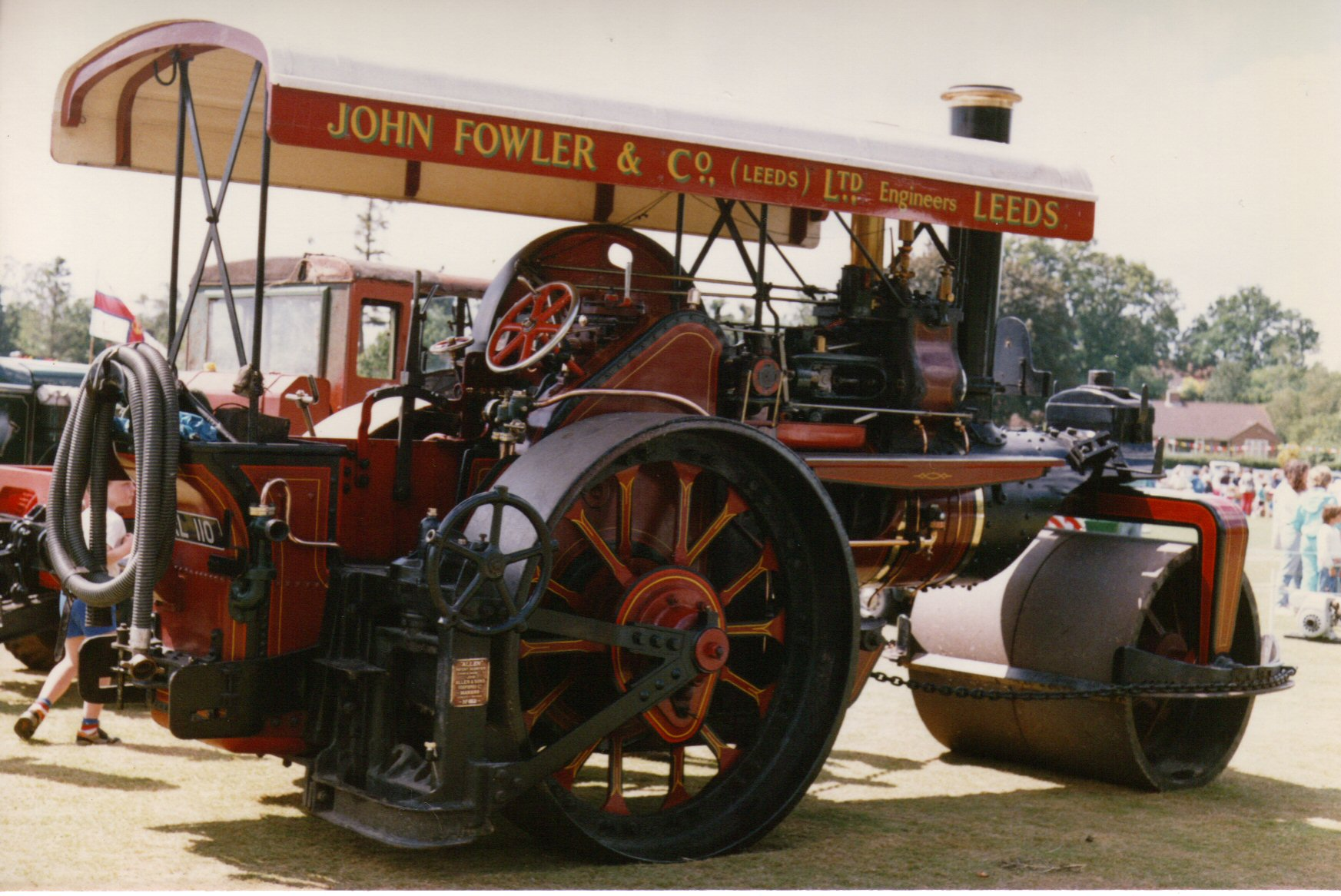
Parní válec „Fowler“

Parní válec je parou poháněný silniční válec používaný zejména v minulosti k hutnění povrchu silnic válcováním. Konstrukcí byl podobný lokomobile nebo parní oračce – traktoru.

## Popis

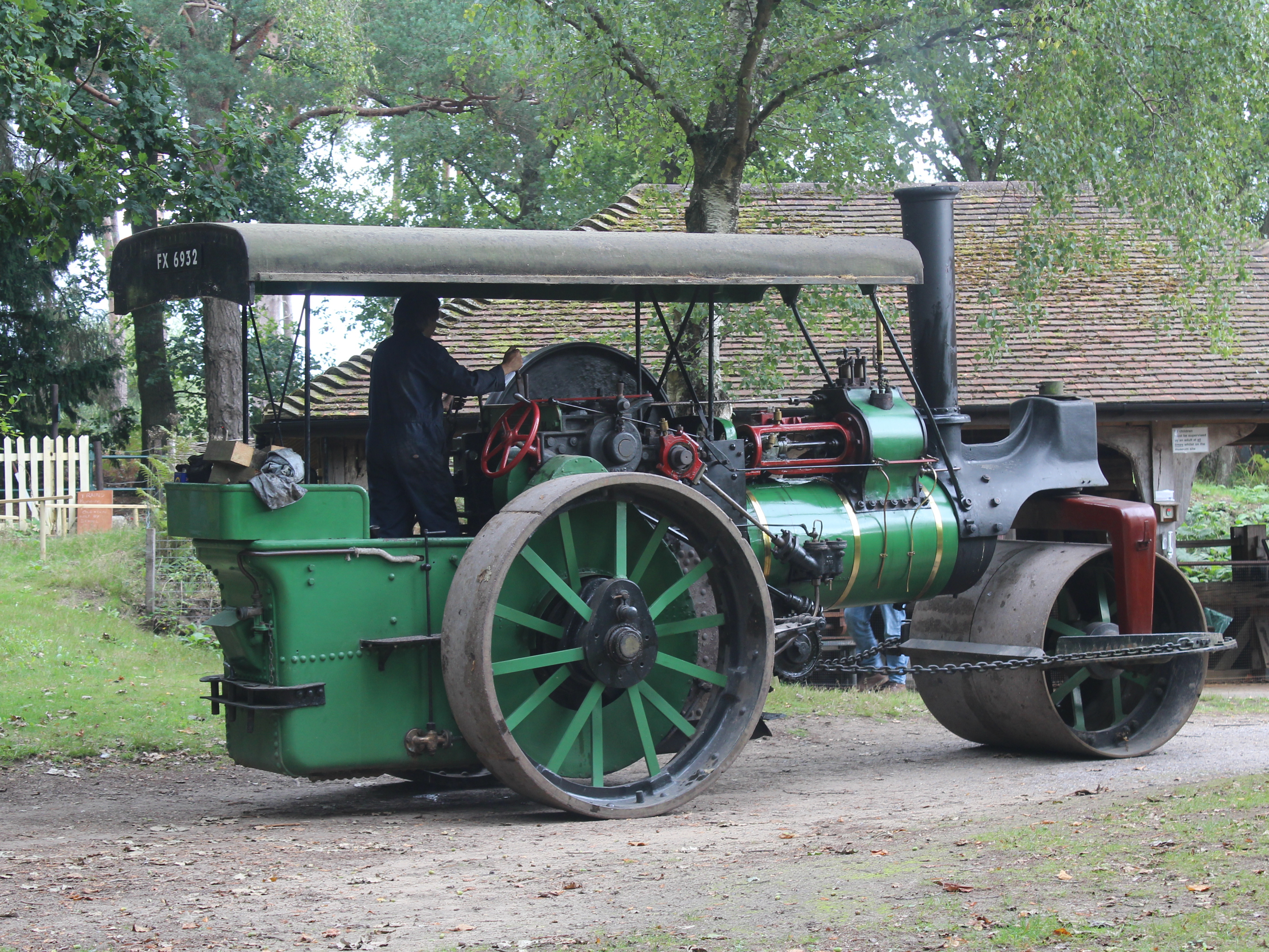
Parní válec „Avewling & Porter R10“ (1901)

Základní část tvořil válcovitý ležatý parní kotel dimenzovaný na tlak asi 1,2 MPa (12 atmosfér). Na kotli byl umístěn parní stroj. Ozubené převody přenášely pohyb stroje na široká hladká zadní kola. U typů bez diferenciálu (například škoda PV15), byl pohyb přenášen jen na jedno kolo a podle potřeby pomocí kolíku převod síly přesměrován na kolo druhé nebo na obě zároveň. U některých válců byly také dva rychlostní stupně; silnější – pomalejší jako pracovní, rychlejší jako přepravní. V předním otočném závěsu byl umístěn jeden široký přední běhoun (válec) obvykle rozdělen na dvě části v odvalování nezávislé, aby se usnadnilo zatáčení a snížilo opotřebení. Plošina pro obsluhu (stanoviště), byla umístěna vzadu. Dále za plošinou zásobník na uhlí a zpravidla pod plošinou nádrž na vodu tvořily spolu část zvanou tendr.
Setrvačník parního stroje byl snadno přístupný a využitelný jako řemenice pro případ, že by stroj byl využit jako lokomobila.
Obsluha parního válce byla většinou dvoučlenná (řidič a topič). Při přemisťování na pracoviště vlekl válec za sebou maringotku a zásobu vody a paliva.
Výkon pohonné jednotky dosahoval 33 kW (45 HP) a umožňoval rychlost od 5 do 10 km/h.
Parní pohon byl velice výhodný vzhledem k snadné reverzaci chodu.
Z hlediska technologie hutnění se parní válec řadí mezi tzv. statické válce, tj. válce, které zhutňují podloží svojí statickou váhou. U některých typů bylo možné do kol vložit přídavné litinové segmenty jako přídavnou zátěž.

## Dochované exempláře

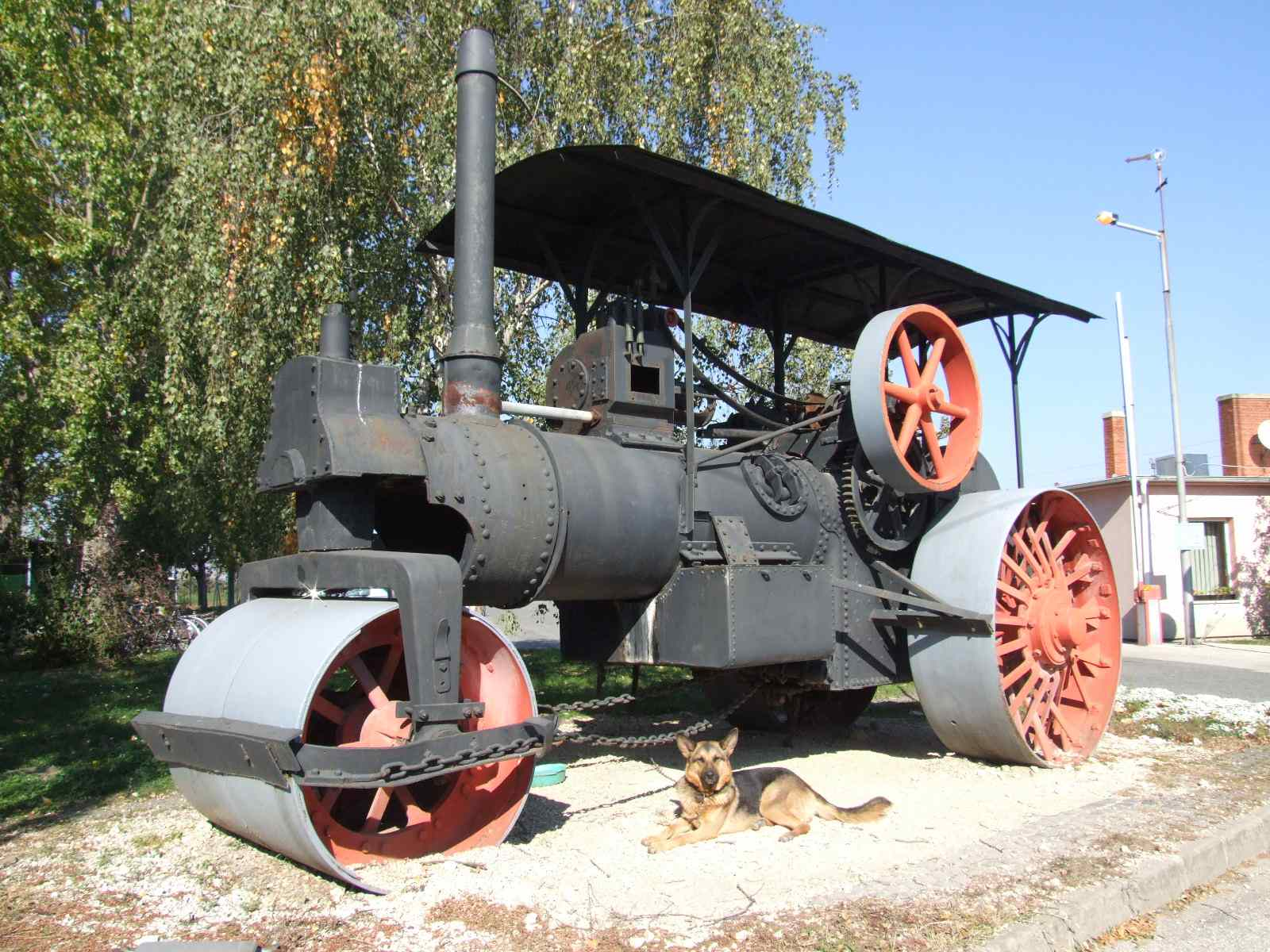
Parní válec, který je k vidění v městečku Kisbéri, Maďarsko, jako poutač u firmy Magyar Kozut

Ve druhé polovině 20. století byl parní válec nahrazen silničním válcem s dieselovým motorem a vibračním válcem:
Parní válec v provozuschopném stavu je dnes cenným historickým unikátem.
V ČR plně funkční a veřejnosti občas předváděné jsou níže uvedené typy:
- Škoda PV15 vyrobený roku 1925 v Hradci Králové, hmotnost 15 tun, parní stroj vystavený v Ekotechnickém museu - stará kanalisační čistírna v Bubenči Praha 6. Unikátní jediný dochovaný kus. Stroj obnovila a zprovoznila v roce 2011 1. českomoravská restaurátorská dílna. Parní válec je ve stavu který odpovídá roku 1925, kdy opustil výrobní závod. 
- ČKD Mamut z roku 1930, hmotnost 16t z výtopny Zlíchov, zřejmě nejrozšířenější parní válec v Česku, snad i proto se dochovalo pět kusů. Jeden nepojízdný je v depozitáři Čáslavského zemědělského musea 
- Zettelmeyer typ CV v vyrobený v Německu v roce 1936 vystavený v Muzeu starých strojů v Brně, pravidelně předváděný veřejnosti

## Parní válec ve filmu
- Ve filmu Hej rup! Jiří Voskovec s Janem Werichem pomocí tohoto stroje žehlí pomačkané kalhoty.
- Film Karla Kachyni Cesta byla suchá, místy mokrá je road-movie o cestě parním válcem.